# Georai
Georai é uma cidade  no distrito de Bid, no estado indiano de Maharashtra.

## Demografia
Segundo o censo de 2001, Georai tinha uma população de 28,492 habitantes. Os indivíduos do sexo masculino constituem 52% da população e os do sexo feminino 48%. Georai tem uma taxa de literacia de 67%, superior à média nacional de 59.5%: a literacia no sexo masculino é de 76% e no sexo feminino é de 58%. Em Georai, 14% da população está abaixo dos 6 anos de idade.